# Elisabethenbrunnen (Basel)

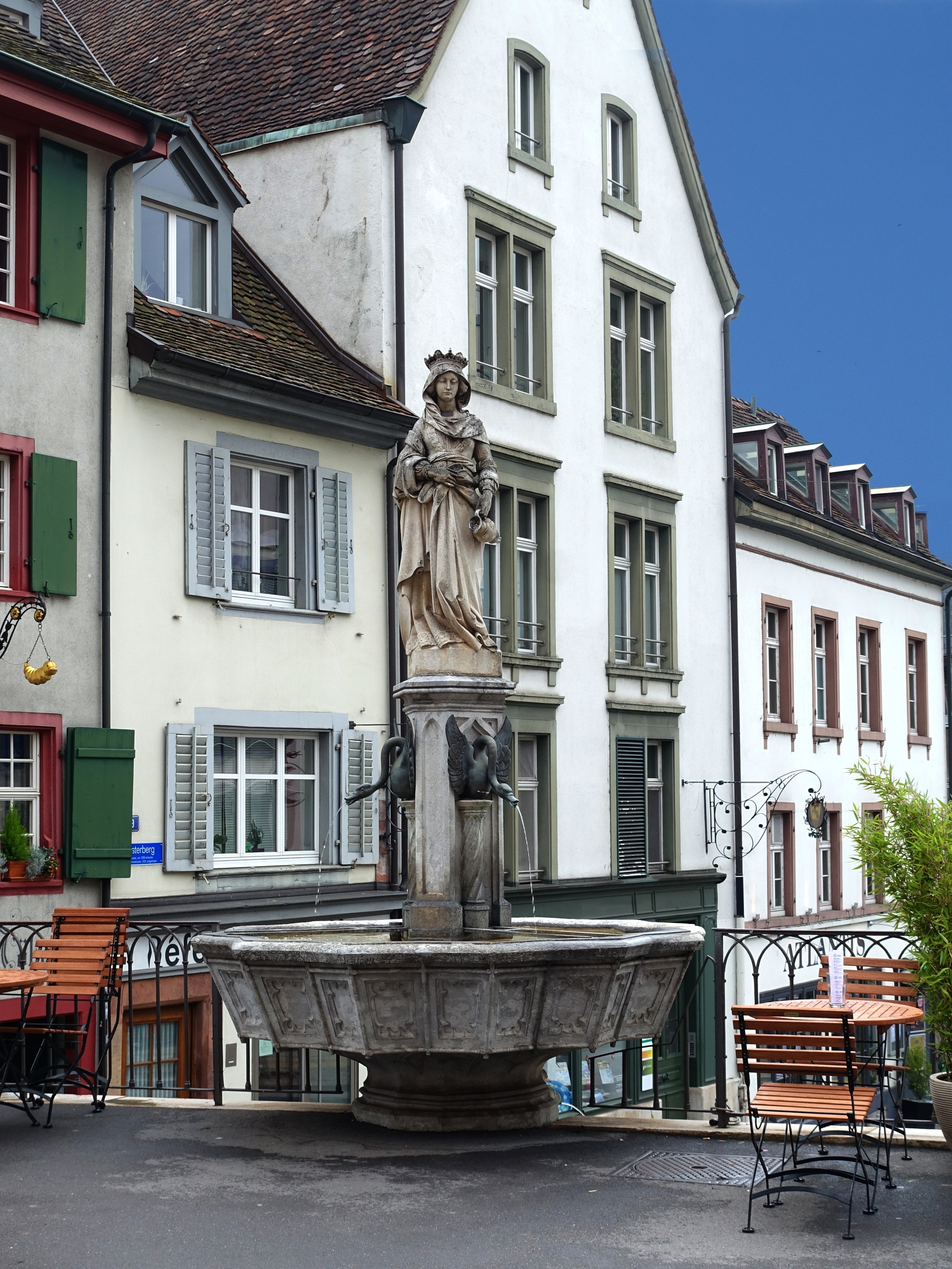
Oberer Teil des Brunnens, von der Elisabethenstrasse aus gesehen (2019)

Der Elisabethenbrunnen ist ein 1862 in Betrieb genommener neogotischer Zierbrunnen am Klosterberg in Basel. Die darauf thronende Skulptur der Heiligen Elisabeth von Thüringen (1207–1231) wurde 1863 von Heinrich Rudolf Meili geschaffen.

## Geschichte
Am Klosterberg stand schon im Mittelalter ein Brunnen, 1836 wurde zusätzlich ein Sodbrunnen an der Elisabethenstrasse errichtet. Beide Anlagen wurden 1862 infolge der Korrektion der Elisabethenstrasse abgerissen. Stattdessen baute man einen neuen Brunnen, der 1862 in Betrieb genommen wurde. Im Februar 1862 beantragte das Brunn- und Bauamt, Heinrich Rudolf Meili solle ein Standbild der heiligen Elisabeth für diesen Brunnen schaffen. Die Wahl des Sujets geht wohl auf den Strassennamen und die zeitgleich entstandene, nur hundert Meter entfernte Elisabethenkirche (Bauzeit 1857–1864) zurück. Gemäss der Signatur auf dem Sockel vollendete der Künstler das Werk im Jahr 1863.

## Beschreibung
Der Brunnen ist in die Stützmauer zwischen der höher gelegenen Elisabethenstrasse und dem tiefer gelegenen Klosterberg hineingebaut. Der untere Brunnentrog steht auf dem Klosterberg und hat den Grundriss eines halben Zwölfecks. Er misst der Mauer entlang 4,55 Meter und ragt 2,05 Meter in den kleinen Platz. Gespeist wird er von zwei Ausgüssen in Form von Delfinen. Darüber erhebt sich, zur Hälfte über der Elisabethenstrasse und das Geländer durchbrechend, der zweite Trog, dessen Grundriss ebenfalls auf einem Zwölfeck beruht, jedoch konkave Seitenflächen aufweist. Er hat einen Durchmesser von 2,65 Metern. Aus seiner Mitte ragt eine schlanke Brunnensäule mit dem Grundriss eines unregelmässigen Sechsecks empor. Gegen den Klosterberg hin ist sie mit einem bronzenen Basilisken, dem Basler Schildhalter, der das Basler Wappen trägt, geschmückt. Gegen die Elisabethenstrasse hin dienen zwei Schwäne mit herabgebeugten Hälsen als Brunnenröhren. Die Ornamentik des Brunnens ist der Gotik nachempfunden.

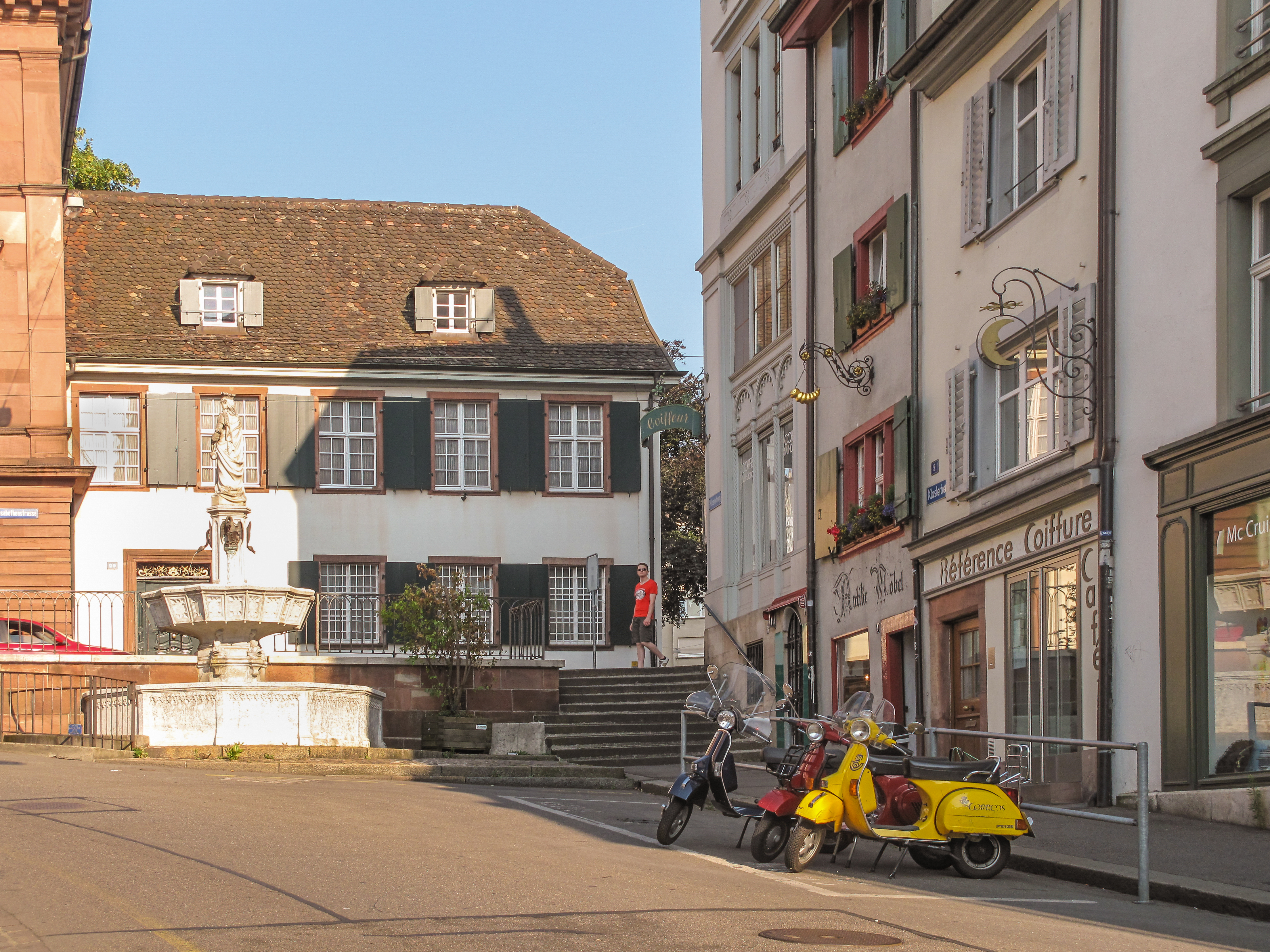
Der Brunnen vom Klosterberg aus gesehen, im Hintergrund die Elisabethenstrasse (2013)
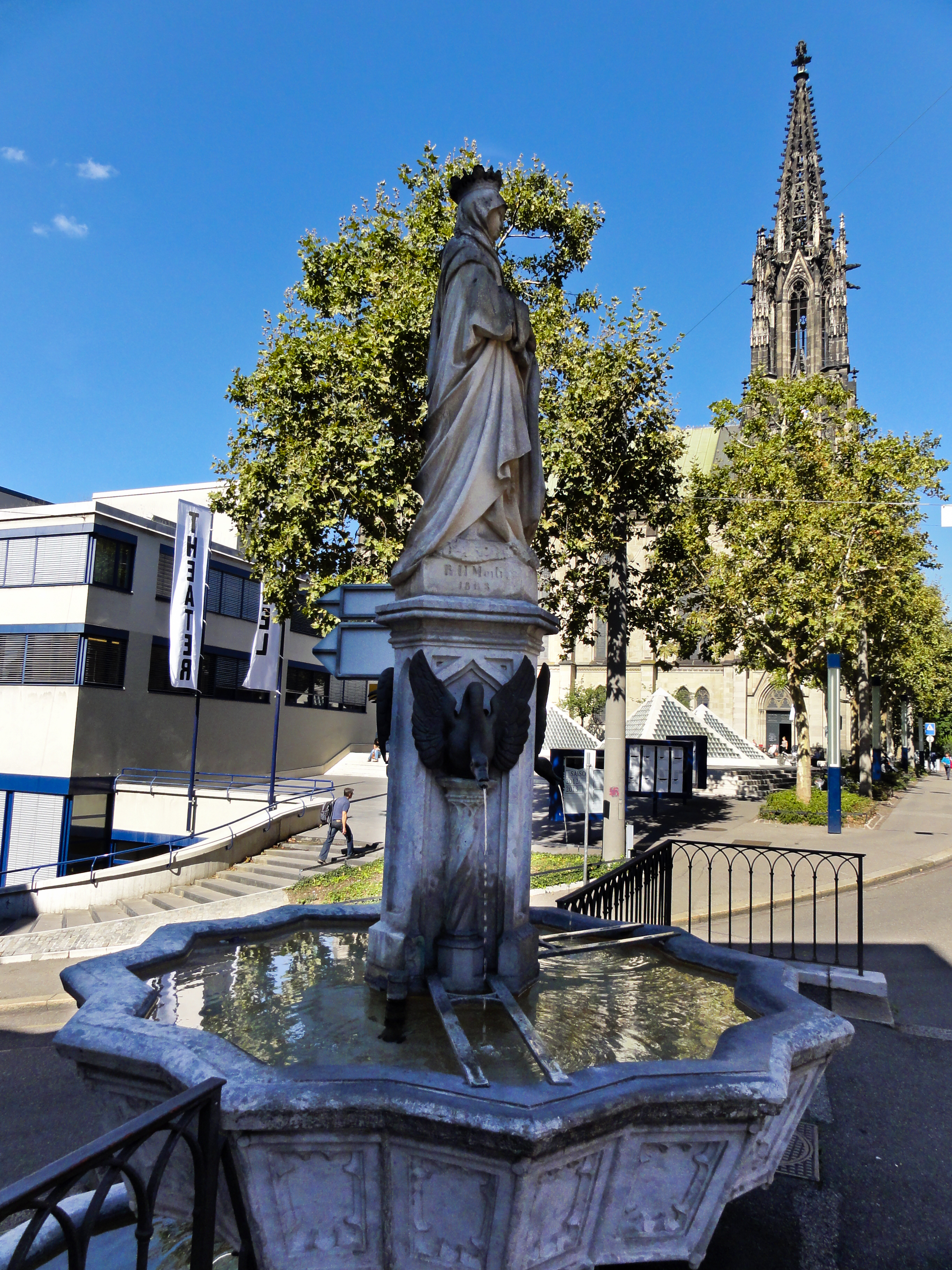
Obere Brunnenschale mit Statue, im Hintergrund der Turm der Elisabethenkirche (2012)

Auf der Säule steht eine Statue der Heiligen Elisabeth von Thüringen, die auch in evangelischen Kirchen verehrt wird. Sie wurde laut einem zeitgenössischen Bericht aus «Kehlheimer Sandstein» gehauen, wobei es sich um Kelheimer Kalkstein handeln dürfte. Meili sollte sich bei der Ausgestaltung ursprünglich an einen Scheibenriss von Hans Holbein dem Jüngeren halten, der sich im Kupferstichkabinett des Kunstmuseums Basel befindet. Letztlich nahm er aber eine Darstellung von Hans Holbein dem Älteren, den rechten Flügel des Sebastiansaltars, zum Vorbild. Elisabeth ist an der Krone als Herrscherin – sie war Landgräfin von Thüringen – zu erkennen. In ihrer Rechten hält sie einen Laib Brot und in ihrer Linken einen Wasserkrug zur Labung der Armen und Kranken.

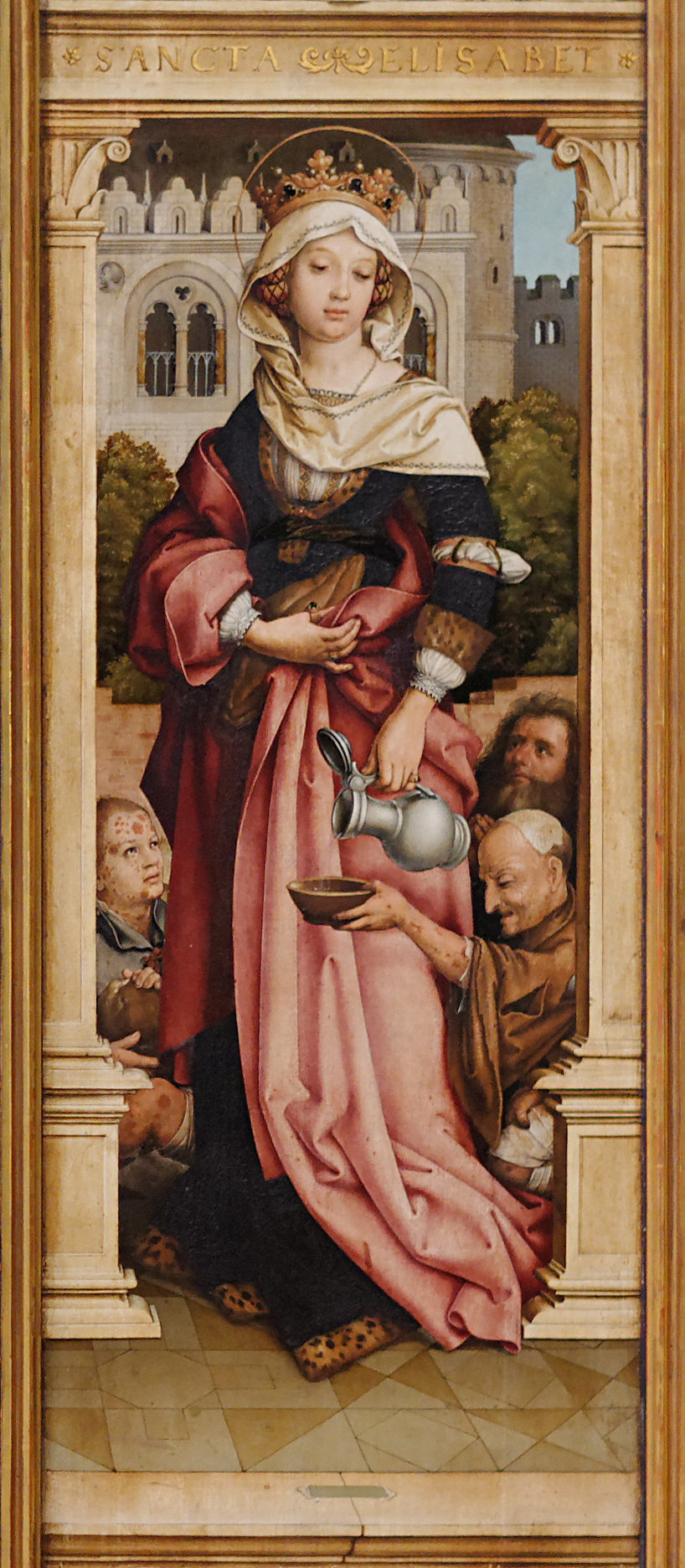
Hans Holbein d. Ä.: Die hl. Elisabeth, rechter Flügel des Sebastiansaltars, Alte Pinakothek München, um 1516
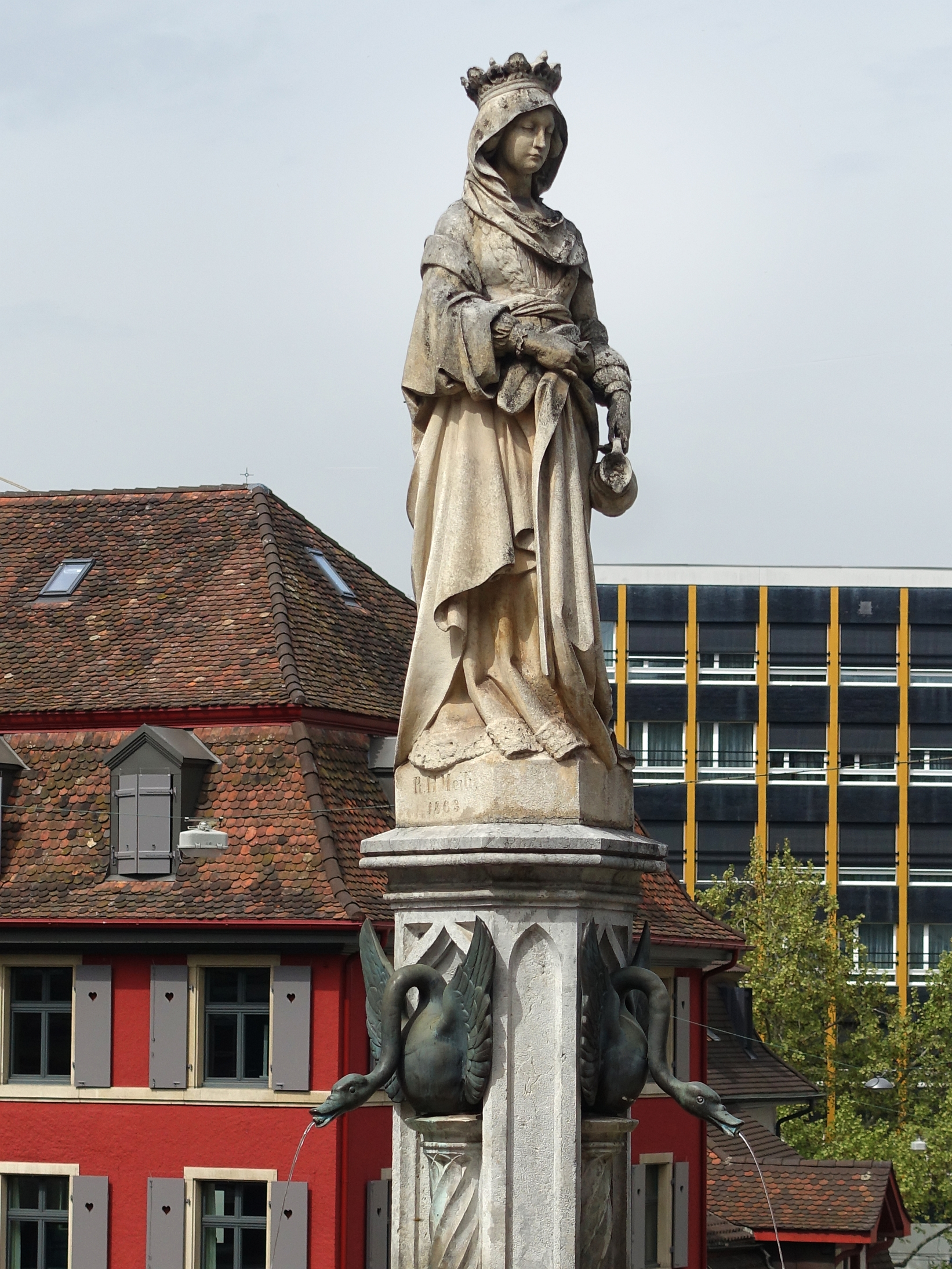
Heinrich Rudolf Meili: Standbild der Hl. Elisabeth, 1863
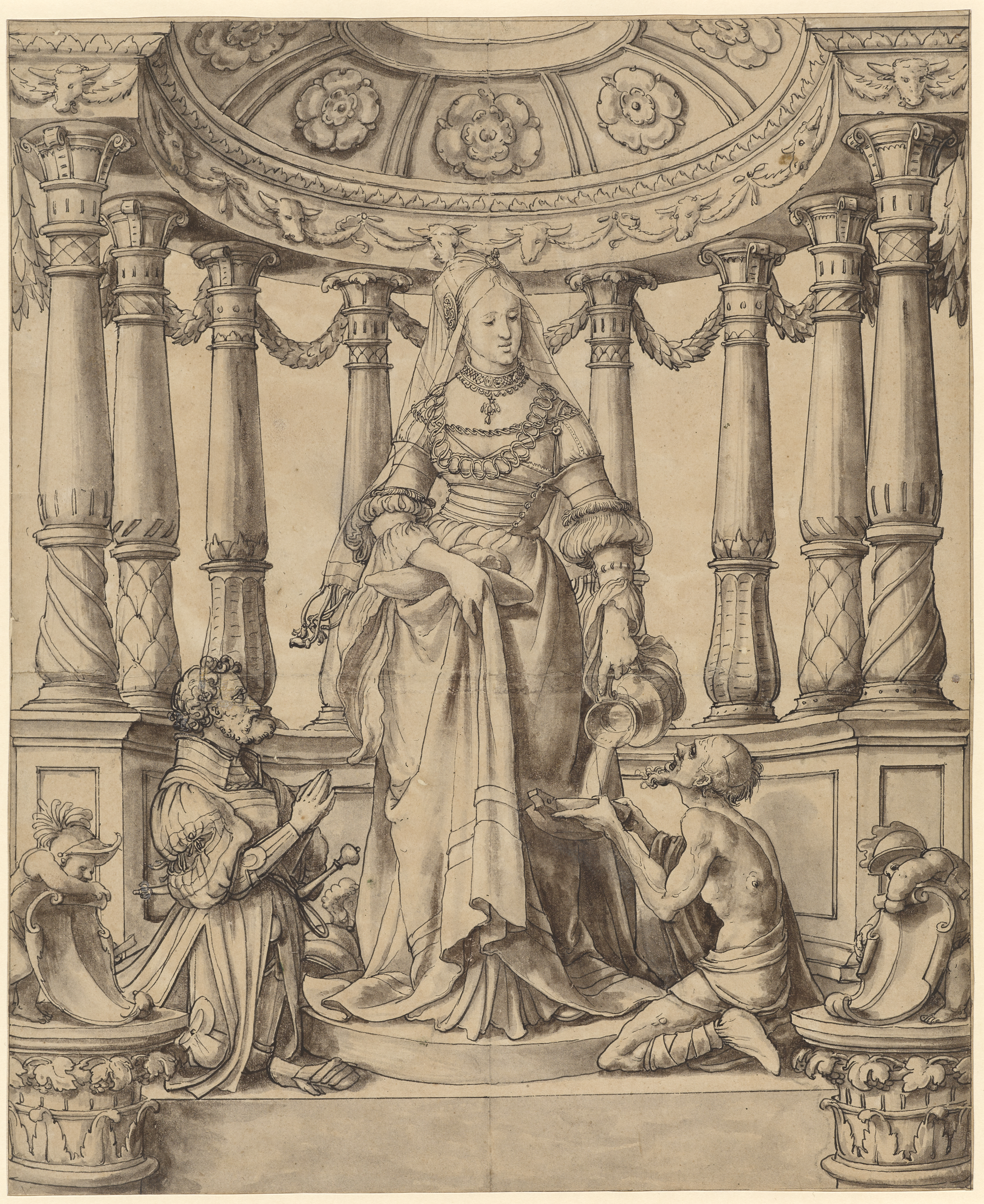
Hans Holbein d. J.: Die Hl. Elisabeth, Scheibenriss, Kunstmuseum Basel, um 1525/26